# Miramiguoa Park, Missouri
Miramiguoa Park, Missouri (енгл. Miramiguoa Park) град је у америчкој савезној држави Мисури.

## Демографија
По попису из 2010. године број становника је 120, што је 7 (-5,5%) становника мање него 2000. године.
| Група             | 2000.       | 2010.       |
| Белци             | 123 (96,9%) | 117 (97,5%) |
| Афроамериканци    | 0 (0,0%)    | 0 (0,0%)    |
| Азијати           | 1 (0,8%)    | 0 (0,0%)    |
| Хиспаноамериканци | 2 (1,6%)    | 2 (1,7%)    |
| Укупно            | 127         | 120         |